# Михайловка (Ставропольский край)
Миха́йловка — посёлок в Советском районе (городском округе) Ставропольского края Российской Федерации. Находился в составе муниципального образования «Сельское поселение Солдато-Александровский сельсовет» (упразднено 1 мая 2017 года).

## География
На правом берегу реки Золка. Расстояние до краевого центра: 166 км. Расстояние до районного центра: 25 км.

## История
Михайловский (Власов), в советский период входил в состав Воронцово-Александровского района Орджоникидзевского края. Русско-немецкое село.

## Население
| 1925 | 1926 | 1989 | 2002 | 2010 | 2014 |
| ---- | ---- | ---- | ---- | ---- | ---- |
| 329  | ↗364 | ↗588 | ↗682 | ↘589 | ↗600 |

По данным переписи 2002 года, 90 % населения — русские.

## Образование
- Основная общеобразовательная школа № 17[10]

## Памятники
- Обелиск комсомольцу, погибшему во время коллективизации. 1946 год[11]
- Братская могила советских воинов, погибших за освобождение с. Михайловского от фашистских захватчиков. 1943, 1946 годы[12]

## Кладбище
Сельское кладбище (общественное открытое). Площадь участка 6584 м².